# Stawrodromi (Macedonia Wschodnia i Tracja)
Stawrodromi (grec. Σταυροδρόμι, skrzyżowanie, krzyżówki; do 1927 r. Orchowo (grec. Όρχοβο; mac., bułg. Орхово; znana także jako Orowo, Орово, Όροβα) – opuszczona wieś w Grecji, w administracji zdecentralizowanej Macedonia-Tracja, w regionie Macedonia Wschodnia i Tracja, w jednostce regionalnej Drama, w gminie Drama.

## Geografia
Miejscowość znajdowała się na południowo-zachodnim zboczu Rodopów w historyczno-geograficznym regionie Czecz, na współczesnym pograniczu bułgarsko-greckim. 

## Historia
Orchowo do 1 ćwierci XX w. zamieszkane było przez ludność słowiańskojęzyczną. W 1923 r. wieś została opuszczona z m.in. z powodu wymiany ludności na mocy traktatu w Lozannie. Mieszkańcy Orchowa wyemigrowali do Turcji lub Bułgarii. W 1927 roku nazwa wsi została zmieniona z Orchowo (Όρχοβο) na Stawrodromi (Σταυροδρόμι). W 1928 r. osiedlili się tu uchodźcy z Turcji - dwie greckie rodziny w liczbie 8 osób. Jednak warunki klimatyczne i terenowe gorsze niż we Wschodniej Tracji po pewnym czasie skłoniły osadników do opuszczenia wsi i przeniesienia się w bogatsze regiony Grecji.